# الخط الزمني لجائحة فيروس كورونا في يونيو 2020

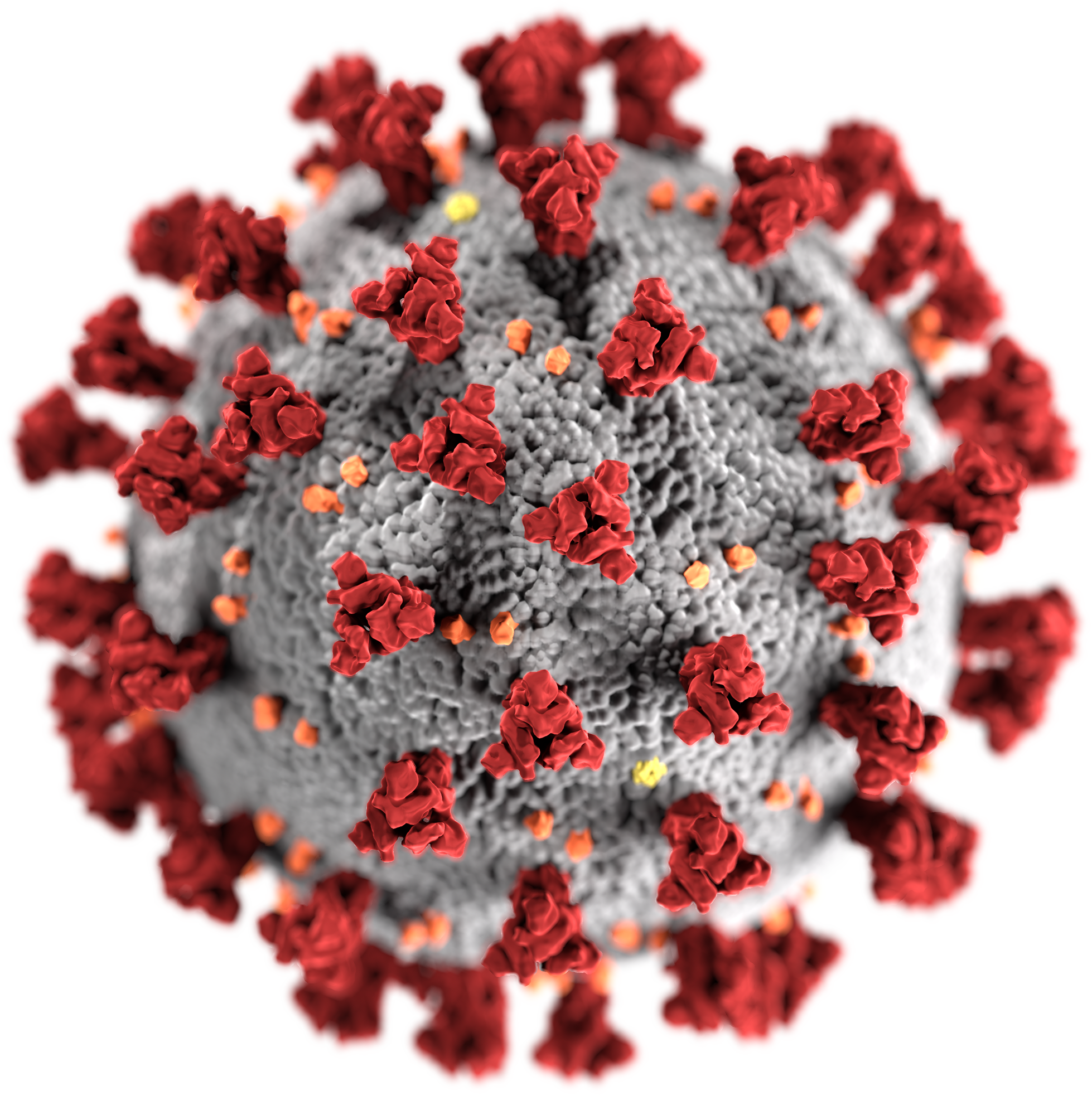

يوثق المقال التطور الزمني والوبائي للنوع 2 من فيروس كورونا المرتبط بالمتلازمة التنفسية الحادة الشديدة (سارس كوف 2) في يونيو 2020، وهو المسؤول عن مرض فيروس كورونا 2019 (كوفيد-19) وجائحة كوفيد-19. شُخصت الإصابات البشرية الأولى بكوفيد-19 في مدينة ووهان الصينية في شهر ديسمبر 2019.

## دراسة زمنية للجائحة

### 1 يونيو
تقرير الوضع رقم 133 لمنظمة الصحة العالمية:
- أعلنت ماليزيا عن 38 حالة جديدة، ليصل العدد الإجمالي للحالات إلى 7,857. هناك 1,338 حالة نشطة، منها ثمان حالات في العناية المركزة ومريضان موضوعان على جهاز التنفس الاصطناعي. خُرج 51 مريضًا من المشافي، ليصل العدد الإجمالي للمتعافين إلى 6,404. بقيت حصيلة الوفيات عند 115.[2]
- لم تعلن نيوزيلاند عن أي إصابات أو حالات شفاء أو وفيات جديدة لتبقى هذه الأرقام عند 1,504 إصابات (1,154 إصابة مؤكدة و350 إصابة محتملة) و1,481 شفاء و22 وفاة. بقيت حالة نشطة واحدة في البلاد.[3]
- أعلنت سنغافورة عن تشخيص 408 إصابات جديدة، ليصل العدد الإجمالي للمصابين إلى 35,292. أُكدت وفاة جديدة ليصل عدد الوفيات الكلي إلى 24.[4][5]
- أعلنت أوكرانيا عن تشخيص 340 إصابة جديدة وعشر وفيات جديدة، ليصل عدد الإصابات الكلي إلى 24,012 وعدد الوفيات إلى 718؛ تعافى من الإصابة 9,690 مريضًا.[6]

### 2 يونيو
تقرير الوضع رقم 134 لمنظمة الصحة العالمية:
- أعلنت ماليزيا عن 20 حالة جديدة (15 حالة خارجية المصدر وخمس حالات منتقلة محليًا)، ليصل العدد الإجمالي للمصابين إلى 7,877. شُفي 66 مصابًا ليصل عدد المتعافين إلى 6,470. هناك 1,292 حالة نشطة في البلاد، منها ستة مرضى في العناية المشددة ومريضان موضوعان على جهاز التنفس الاصطناعي. بقيت حصيلة الوفيات عند 115.[8]
- لم تعلن نيوزيلاند عن أي إصابات أو حالات شفاء أو وفيات جديدة لتبقى هذه الأرقام عند 1,504 إصابات (1,154 إصابة مؤكدة و350 إصابة محتملة) و1,481 شفاء و22 وفاة. بقيت حالة نشطة واحدة في البلاد.[9] أكد المدير العام للصحة آشلي بلومفيلد إجراء 654 اختبارًا يوم الإثنين، ليصل العدد الكلي للاختبارات إلى 282,263.[10]
- أعلنت سنغافورة عن 544 إصابة جديدة، ليصل العدد الكلي للحالات إلى 35,836.[11][12]
- أعلنت أوكرانيا عن 328 إصابة جديدة و9 وفيات جديدة، ليصل عدد الإصابات إلى 24,340 وعدد الوفيات إلى 727، كما وصل عدد المتعافين إلى 10,078.[13]

### 3 يونيو
تقرير الوضع رقم 135 لمنظمة الصحة العالمية:
- أعلنت ماليزيا عن 93 إصابة جديدة، ليصل العدد الكلي للإصابات إلى 7,970. هناك 1,324 حالة نشطة في البلاد؛ منها ست حالات في العناية المشددة ومريضان موضوعان على جهاز التنفس الاصطناعي. تعافى 61 مصابًا ليصل العدد الكلي للمتعافين إلى 6,531. بقيت حصيلة الوفيات عند 115.[15]
- لم تعلن نيوزيلاند عن أي إصابات أو حالات شفاء أو وفيات جديدة لتبقى هذه الأرقام عند 1,504 إصابات (1,154 إصابة مؤكدة و350 إصابة محتملة) و1,481 شفاء و22 وفاة. بقيت حالة نشطة واحدة في البلاد.[16]
- أعلنت سنغافورة عن 569 حالة جديدة، ليصل العدد الكلي للحالات المسجلة إلى 36,405.[17][18]
- أعلنت سنغافورة عن 483 حالة جديدة وثمان وفيات جديدة، ليصل العدد الكلي للمصابين إلى 24,823 والوفيات إلى 735، كما وصل عدد المتعافين إلى 10,440.[19]

### 4 يونيو
تقرير الوضع رقم 136 لمنظمة الصحة العالمية:
- أعلنت ماليزيا عن 277 إصابة جديدة، ليصل العدد الكلي للمصابين إلى 8,247. هناك 1,573 حالة نشطة في البلاد، منها ستة مرضى في العناية المشددة ومريضان موضوعان على جهاز التنفس الاصطناعي. تعافى 28 مصابًا ليصل العدد الكلي للمتعافين إلى 6,559.[21]
- لم تعلن نيوزيلاند عن أي إصابات أو حالات شفاء أو وفيات جديدة لتبقى هذه الأرقام عند 1,504 إصابات (1,154 إصابة مؤكدة و350 إصابة محتملة) و1,481 شفاء و22 وفاة. بقيت حالة نشطة واحدة في البلاد.[22]
- أعلنت سنغافورة عن 517 إصابة جديدة، ليصل العدد الكلي للمصابين إلى 36,922.[23][24]
- أعلنت أوكرانيا تسجيل عدد قياسي من الإصابات الجديدة وصل إلى 588، إضافة إلى 12 وفاة جديدة، ليصل العدد الكلي للمصابين إلى 25,411 والوفيات إلى 747، كما تعافى ما مجموعه 11,042 مصابًا من المرض.[25]

### 5 يونيو
تقرير الوضع رقم 137 لمنظمة الصحة العالمية:
- أعلنت ماليزيا عن 19 إصابة جديدة، ليصل العدد الكلي للمصابين إلى 8,266، كما تعافى 51 مصابًا ليصل العدد الكلي للمتعافين إلى 6,610. هناك 1,540 حالة نشطة منها ست مرضى في العناية المشددة ومريض موضوع على جهاز التنفس الاصطناعي. أعلنت ماليزيا تسجيل وفاة جديدة ليصل العدد الكلي للمتوفين إلى 116.[27]
- لم تعلن نيوزيلاند عن أي إصابات أو حالات شفاء أو وفيات جديدة لتبقى هذه الأرقام عند 1,504 إصابات (1,154 إصابة مؤكدة و350 إصابة محتملة) و1,481 شفاء و22 وفاة. بقيت حالة نشطة واحدة في البلاد.[28]
- أعلنت سنغافورة تسجيل 261 إصابة جديدة، ليصل العدد الكلي للمصابين إلى 37,183.[29][30]
- أعلنت أوكرانيا تسجيل 553 حالة جديدة و15 وفاة جديدة، ليصل العدد الكلي للحالات إلى 25,964 والوفيات إلى 762، كما تعافى ما مجموعه 11,372 مصابًا من المرض.[31]

### 6 يونيو
تقرير الوضع رقم 138 لمنظمة الصحة العالمية:
- أعلنت ماليزيا عن 37 إصابة جديدة، ليصل العدد الكلي للمصابين إلى 8,303. هناك 1,551 حالة نشطة منها خمسة مرضى في العناية المشددة. تعافى 25 مريضًا من الإصابة، ليصل العدد الكلي للمتعافين إلى 6,635. أعلنت البلاد عن وفاة جديدة لترتفع حصيلة الوفيات إلى 117.[33]
- لم تعلن نيوزيلاند عن أي إصابات أو حالات شفاء أو وفيات جديدة لتبقى هذه الأرقام عند 1,504 إصابات (1,154 إصابة مؤكدة و350 إصابة محتملة) و1,481 شفاء و22 وفاة. بقيت حالة نشطة واحدة في البلاد.[34]
- أعلنت سنغافورة تسجيل 344 إصابة جديدة، ليصل العدد الكلي للمصابين إلى 37,527.[35] أُعلن عن وفاة جديدة في البلاد ليصل عدد الوفيات الكلي إلى 25.[36]
- أعلنت أوكرانيا تسجيل 550 إصابة جديدة و15 وفاة جديدة، ليصل عدد الإصابات الكلي إلى 26،514 وعدد الوفيات إلى 777، كما تعافى ما مجموعه 11,812 مصابًا من المرض.[37]

### 7 يونيو
تقرير الوضع رقم 139 لمنظمة الصحة العالمية:
- أعلنت ماليزيا عن 19 حالة جديدة، ليصل العدد الكلي للمصابين إلى 8,322. هناك 1,531 حالة نشطة منها خمسة مرضى في العناية المشددة. خُرج 39 مريضًا بعد شفائهم ليصل العدد الكلي للمتعافين إلى 6,674.[39]
- لم تعلن نيوزيلاند عن أي إصابات أو حالات شفاء أو وفيات جديدة لتبقى هذه الأرقام عند 1,504 إصابات (1,154 إصابة مؤكدة و350 إصابة محتملة) و1,481 شفاء و22 وفاة. بقيت حالة نشطة واحدة في البلاد.[40]
- أعلنت سنغافورة تسجيل 383 إصابة جديدة، ليصل العدد الكلي للمصابين إلى 37,910.[41][42]
- أعلنت أوكرانيا تسجيل 485 إصابة جديدة و11 وفاة جديدة، ليصل العدد الكلي للمصابين إلى 26,999 والوفيات إلى 788، كما تعافى ما مجموعه 12,054 مصابًا من المرض.[43]

### 8 يونيو
تقرير الحالة رقم 140 لمنظمة الصحة العالمية:
- أعلنت ماليزيا تشخيص سبع إصابات جديدة، ليصل العدد الكلي للإصابات إلى 8,329. خُرج 20 مريضًا بعد شفائهم ليصل العدد الكلي للمتعافين إلى 6,694. هناك 1,518 حالة نشطة، منها ستة مرضى في العناية المشددة ومريض موضوع على جهاز التنفس الاصطناعي. بقيت حصيلة الوفيات عند 117.[45]
- شُفيت الحالة النشطة الأخيرة في نيوزيلاند، ما يعني أن البلاد أصبحت خالية من الحالات الإيجابية ووصول العدد الإجمالي للمتعافين إلى 1,482. أعلنت البلاد أن عدد الإصابات الإجمالي هو 1,504 (1,154 إصابة مؤكدة و350 إصابة محتملة) وعدد الوفيات 22.[46]
- أعلنت سنغافورة تسجيل 386 إصابة جديدة، ليصل العدد الكلي للمصابين إلى 38,296.[47][48]
- أعلنت أوكرانيا عن 463 إصابة جديدة و9 وفيات جديدة، ليصل العدد الكلي للمصابين إلى 27،462 والوفيات إلى 797، كما تعافى ما مجموعه 12,195 مصابًا من المرض.[49]

### 9 يونيو
تقرير الحالة رقم 141 لمنظمة الصحة العالمية:
- أعلنت ماليزيا تشخيص سبع إصابات جديدة، ليصل العدد الكلي للمصابين إلى 8,336. خُرج 281 مريضًا بعد شفائهم ليصل العدد الكلي للمتعافين إلى 6,975. هناك 1,244 حالة نشطة، منها ستة مرضى في العناية المشددة ومريض موضوع على جهاز التنفس الاصطناعي.[51]
- لم تسجل نيوزيلاند أي إصابات أو وفيات أو حالات شفاء جديدة، ليبقى عدد الإصابات الكلي عند 1,504 (1,154 إصابة مؤكدة و350 إصابة محتملة) وعدد الوفيات عند 22 وعدد حالات الشفاء عند 1,482. لا توجد في البلاد أي إصابة نشطة في هذا الوقت.[52]
- أعلنت سنغافورة تسجيل 218 إصابة جديدة، ليصل العدد الكلي للإصابات إلى 38,514.[53][54]
- أعلنت أوكرانيا تسجيل 394 إصابة جديدة و13 وفاة جديدة، ليصل العدد الكلي للإصابات إلى 27,856 وعدد الوفيات إلى 810، كما وصل عدد المتعافين إلى 12,412.[55]

### 10 يونيو
تقرير الوضع رقم 142 لمنظمة الصحة العالمية:
- أعلنت ماليزيا عن حالتين جديدتين، ليصل العدد الكلي للحالات إلى 8,338. تعافى 39 مصابًا من المرض، ليصل العدد الكلي للمتعافين إلى 7,014. هناك 1,206 حالات نشطة في البلاد منها خمسة مرضى في العناية المشددة.[57]
- لم تسجل نيوزيلاند أي إصابات أو وفيات أو حالات شفاء جديدة، ليبقى عدد الإصابات الكلي عند 1,504 (1,154 إصابة مؤكدة و350 إصابة محتملة) وعدد الوفيات عند 22 وعدد حالات الشفاء عند 1,482. لا توجد في البلاد أي إصابة نشطة في هذا الوقت.[58]
- أعلنت سنغافورة تشخيص 451 إصابة جديدة، ليصل العدد الكلي للمصابين إلى 38,965.[59][60]
- أعلنت أوكرانيا تسجيل 525 إصابة جديدة و23 وفاة جديدة، ليصل العدد الكلي للمصابين إلى 28,381 والوفيات إلى 833، كما وصل عدد المتعافين إلى 12,769.[61]

### 11 يونيو
تقرير الوضع رقم 143 لمنظمة الصحة العالمية:
- أعلنت البرازيل عن وجود 772,416[63] إصابة و40,726 وفاة.[64]
- أعلنت ماليزيا عن 31 إصابة جديدة، ليصل العدد الكلي للحالات إلى 8,369. خُرج 51 مريضًا من المشافي، ليصل العدد الكلي للمتعافين إلى 7,065. هناك 1,186 حالة نشطة منها خمسة مرضى في العناية المشددة.[65]
- لم تسجل نيوزيلاند أي إصابات أو وفيات أو حالات شفاء جديدة، ليبقى عددها الإجمالي عند 1,504 و22 و1,482 على الترتيب.[66]
- أعلنت سنغافورة عن 422 حالة جديدة، ليصل العدد الإجمالي إلى 39,387.[67] إضافة إلى ذلك، شُخصت إصابة بمرض فيروس كورونا لمريض توفي بداء قلبي.[68]
- أعلنت أوكرانيا عن رقم قياسي وصل إلى 689 إصابة جديدة بالإضافة إلى 21 وفاة جديدة، ليصل العدد الإجمالي إلى 29,070 إصابة و854 وفاة، كما تعافى ما مجموعه 13,141 مصابًا من المرض.[69]
- أعلنت الولايات المتحدة عن ما مجموعه 2,000,464 إصابة و112,902 وفاة.[63]

### 12 يونيو
تقرير الوضع رقم 144 لمنظمة الصحة العالمية:
- أعلنت البرازيل عن 909 وفيات جديدة، ليصل العدد الإجمالي للوفيات إلى 41,828 وفاة. أعلنت البرازيل عن 25,982 وفاة جديدة ليصل العدد الإجمالي للوفيات إلى 828,810.[71]
- أعلنت ماليزيا عن 33 حالة جديدة، ليصل العدد الكلي للحالات إلى 8,402 حالة جديدة. هناك 1,115 حالة نشطة في البلاد، منها أربعة مرضى في العناية المشددة. خُرج 103 مرضى من المشافي ليصل العدد الإجمالي للمرضى المتعافين إلى 7,168. سُجلت وفاة جديدة في البلاد ليصل مجموع الوفيات إلى 119.[72]
- لم تسجل نيوزيلاند أي إصابات أو وفيات أو حالات شفاء جديدة، ليبقى عددها الإجمالي عند 1,504 و22 و1,482 على الترتيب.[73]
- أعلنت سنغافورة عن 463 حالات جديدة، ليصل العدد الإجمالي للحالات إلى 39,850.[74][75]
- أعلنت أوكرانيا عن 683 حالات جديدة و16 وفاة جديدة، ليصل العدد الإجمالي للإصابات إلى 29,753 حالة و870 وفاة، كما تعافى ما مجموعه 13,567 مصابًا من المرض.[76]

### 13 يونيو
تقرير الوضع رقم 145 لمنظمة الصحة العالمية:
- أعلنت ماليزيا عن 43 إصابة جديدة، ليصل العدد الإجمالي للحالات إلى 8,445. خُرج 143 مريضًا من المشافي ليصل العدد الإجمالي للمتعافين إلى 7,311. أعلنت السلطات الصحية عن وفاة جديدة، ليصل عدد الوفيات الإجمالي إلى 120.[78]
- لم تسجل نيوزيلاند أي إصابات أو وفيات أو حالات شفاء جديدة، ليبقى عددها الإجمالي عند 1,504 و22 و1,482 على الترتيب.[79]
- أعلنت سنغافورة عن 347 إصابة جديدة، ليصل العدد الكلي للإصابات إلى 40,197.[80] أُكدت وفاة جديدة في البلاد، ليصل عدد الوفيات الكلي إلى 26.[81]
- أعلنت أوكرانيا عن رقم قياسي من الإصابات الحديثة إذ وصلت إلى 753 إصابة و10 وفيات جديدة، ليصل العدد الكلي للإصابات إلى 30,506 والوفيات إلى 880. تعافى ما مجموعه 13,976 مصابًا من المرض.[82]

### 14 يونيو
تقرير الوضع رقم 146 لمنظمة الصحة العالمية:
- أعلنت الصين عن 57 حالة جديدة من بينها 36 في بكين.[84]
- أعلنت ماليزيا عن ثمان إصابات جديدة (منها إصابتان خارجيتا المنشأ وست إصابات منتقلة محليًا)، ليصل العدد الإجمالي للإصابات إلى 8,453. تعافى 35 مصابًا من المرض، ليصل العدد الإجمالي للمتعافين إلى 7,346. سُجلت وفاة جديدة ليصل العدد الإجمالي للوفيات إلى 121.[85]
- لم تسجل نيوزيلاند أي إصابات أو وفيات أو حالات شفاء جديدة، ليبقى عددها الإجمالي عند 1,504 و22 و1,482 على الترتيب.[86]
- أعلنت سنغافورة عن 407 إصابات جديدة، ليصل العدد الإجمالي للإصابات إلى 40,604.[87][88]
- أعلنت أوكرانيا عن 648 إصابات جديدة وتسع وفيات جديدة، ليصل العدد الإجمالي إلى 31,154 إصابات و889، كما تعافى ما مجموعه 14,082 مصابًا من المرض.[89]

### 15 يونيو
تقرير الوضع رقم 147 لمنظمة الصحة العالمية:
- أعلنت ماليزيا عن 41 حالة جديدة، ليصل العدد الإجمالي للإصابات إلى 8,494. خُرج 54 مريضًا من المشافي، ليصل العدد الكلي للمرضى المتعافين إلى 7,400. هناك 973 إصابة نشطة في البلاد. بقيت حصيلة الوفيات عند 121.[91]
- لم تسجل نيوزيلاند أي إصابات أو وفيات أو حالات شفاء جديدة، ليبقى عددها الإجمالي عند 1,504 و22 و1,482 على الترتيب. ليس هناك حالات نشطة في البلاد في هذا التاريخ.[92]
- أعلنت سنغافورة عن 214 حالة جديدة، ليصل العدد الإجمالي إلى 40,818.[93][94]
- أعلنت أوكرانيا عن 656 إصابة جديدة و12 وفاة جديدة، ليصل عدد الحالات الإجمالي إلى 31,810 والوفيات إلى 901. كما تعافى ما مجموعه 14,253 مصابًا من المرض.[95]

### 16 يونيو
تقرير الوضع رقم 148 لمنظمة الصحة العالمية:
- أعلنت الصين عن 40 حالة جديدة منها 27 في بكين. أعلنت العاصمة الصينية عن ما مجموعه 106 حالات.[97]
- أعلنت ماليزيا عن 11 حالة جديدة (عشر حالات انتقال محلي وحالة واحدة خارجية المصدر)، ليصل العدد الإجمالي إلى 8,505. تعافى 333 مصابًا من المرض، ليصل العدد الإجمالي للمتعافين إلى 7,733. بقيت حصيلة الوفيات عند 121.[98]
- أعلنت نيوزيلاند عن حالتين نشطتين جديدتين قادمتين من خارج البلاد، ليصل العدد الإجمالي للحالات إلى 1,506 (1,156 إصابة مؤكدة و350 إصابة محتملة). بقي العدد الإجمالي للمرضى المتعافين عند 1,482 والوفيات عند 22.[99] كسرت هاتان الحالتان الإيجابيتان سلسلة الأيام الأربع والعشرين التي أمضتها البلاد دون تسجيل أي إصابات.[100]
- أعلنت سنغافورة عن 151 إصابة جديدة، ليصل العدد الإجمالي إلى 40,969.[101][102]
- أعلنت أوكرانيا عن 666 إصابة جديدة و11 وفاة جديدة، ليصل العدد الكلي للإصابات إلى 32,476 والوفيات إلى 912، كما تعافى ما مجموعه 14,528 مصابًا من المرض.[103]

### 17 يونيو
تقرير الوضع رقم 149 لمنظمة الصحة العالمية:
- أعلنت ماليزيا عن تسجيل عشر إصابات جديدة جميعها منتقلة محليًا، ليصل العدد الإجمالي للإصابات إلى 8,515. هناك 642 إصابة نشطة في البلاد منها أربعة مرضى في العناية المشددة. خُرج 140 مريضًا من المشافي ليصل العدد الإجمالي للمرضى المتعافين إلى 7,873. بقيت حصيلة الوفيات عند 121.[105]
- تملك نيوزيلاند حالتين نشطتين مكتسبتين من الخارج، ليصل العدد الإجمالي للحالات إلى 1,506 (1,156 حالة مؤكدة و350 حالة محتملة). بقي العدد الكلي للمرضى المتعافين عند 1,482 وحالات الوفاة عند 22. في اليوم ذاته، أعلنت وزارة الصحة أنها تمكنت من تحديد 320 شخصًا احتكوا بالحالتين الإيجابيتين الجديدتين.[106][107]
- أعلنت سنغافورة عن 247 حالة جديدة، ليصل العدد الإجمالي إلى 41,216.[108]
- سجلت أوكرانيا رقمًا قياسيًا جديدًا للحالات الجديدة وصل إلى 758 ورقمًا قياسيًا آخر للوفيات الجديدة التي وصلت إلى 31. وصل العدد الإجمالي للحالات الإيجابية إلى 33,324 والوفيات إلى 943. إضافة إلى ذلك، تعافى ما مجموعه 13,943 مصابًا من المرض.[109]
- تجاوزت كندا 100,000 حالة إيجابية.

### 18 يونيو
تقرير الوضع رقم 150 لمنظمة الصحة العالمية:
- أعلنت ماليزيا عن 14 حالة جديدة، ليصل العدد الكلي للحالات إلى 8,529. هناك 408 حالات نشطة في البلاد منها أربعة مرضى في العناية المشددة. تعافى 127 مصابًا من المرض ليصل العدد الإجمالي للمتعافين إلى 8,000. بقيت حصيلة الوفيات عند 119.[111][112]
- أعلنت نيوزيلاند عن حالة إيجابية جديدة، ليصل العدد الإجمالي للحالات الإيجابية إلى 3 والعدد الإجمالي للمصابين إلى 1,507 (1,157 إصابة مؤكدة و350 إصابة محتملة).[113] المريض الجديد هو رجل في الستينيات من عمره كان قد سافر من باكستان إلى الدوحة إلى ملبورن في الحادي عشر من يونيو قبل السفر جوًا من ملبورن إلى أوكلاند في الثالث عشر من يونيو.[114] أُجري ما مجموعه 327,460 اختبارًا تشخيصيًا في نيوزيلاند، منها 6,273 في الثامن عشر من يونيو.[115]
- أعلنت سنغافورة عن 257 إصابة جديدة، ليصل العدد الإجمالي للحالات إلى 41,473.[116][117]
- سجلت أوكرانيا رقمًا قياسيًا للحالات الجديدة التي وصلت إلى 829 إلى جانب 23 وفاة جديدة. ارتفع العدد الإجمالي للإصابات إلى 34,063 والوفيات إلى 966. إضافة إلى ذلك، تعافى ما مجموعه 15,447 مصابًا من المرض.[118]

### 19 يونيو
تقرير الوضع رقم 151 لمنظمة الصحة العالمية:
- وصلت البرازيل إلى مليون إصابة.[120]
- أعلنت ماليزيا عن ست حالات جديدة، ليصل العدد الإجمالي للمصابين إلى 8,535. هناك 344 حالة نشطة في البلاد منها أربعة مرضى في العناية المشددة. تعافى 70 مصابًا من المرض، ليصل العدد الإجمالي للمتعافين إلى 8,070. بقيت حصيلة الوفيات عند 121.[121] في اليوم ذاته، أكد المدير العام للصحة نور هشام عبد الله اكتشاف بؤرة جديدة للمصابين في دائرة كيدورونغ التابعة لولاية سراوق.[122]
- لم تعلن نيوزيلاند عن أي إصابات جديدة، ليبقى العدد الإجمالي للإصابات النشطة ثلاث إصابات. أُجري ما مجموعه 327,460 اختبارًا تشخيصيًا في نيوزيلاند.[115] بقي العدد الإجمالي للمصابين عند 1,507 (1,157 إصابة مؤكدة و350 إصابة محتملة).[123]
- أعلنت سنغافورة عن 142 إصابة جديدة، ليصل العدد الكلي للمصابين إلى 41,615.[124][125]
- سجلت أوكرانيا رقمًا قياسيًا للإصابات اليومية الجديدة وصل إلى 921 بالإضافة إلى 19 وفاة جديدة. وصل مجموع الإصابات المؤكدة إلى 34,984 والوفيات إلى 985 كما وصل مجموع المتعافين إلى 16,033 مصابًا.[126]

### 20 يونيو
تقرير الوضع رقم 152 لمنظمة الصحة العالمية:
- أعلنت ماليزيا عن 21 حالة جديدة، ليصل العدد الكلي للإصابات إلى 8,556. هناك 289 حالة نشطة في البلاد منها ثلاثة مرضى في العناية المشددة. تعافى 76 مصابًا من المرض ليصل العدد الكلي للمتعافين إلى 8,146. بقيت حصيلة الوفيات عند 121.[128]
- أعلنت نيوزيلاند عن حالتين إيجابيتين جديدتين غير عرضيتين، ليصل عدد الحالات النشطة إلى 5. رفع هذا العدد الكلي للمصابين إلى 1,509 (1,159 و350 إصابة محتملة).[129][130]
- أعلنت سنغافورة عن 218 إصابة جديدة، ليصل العدد الكلي للمصابين إلى 41,833.[131][132]
- أعلنت أوكرانيا عن 841 إصابة جديدة وتسع وفيات جديدة، ليرتفع العدد الكلي للمصابين إلى 35,825 والوفيات إلى 994، كما تعافى ما مجموعه 16,406 مصابين من المرض.[133]

### 21 يونيو
تقرير الوضع رقم 153 لمنظمة الصحة العالمية:
- أعلنت ماليزيا عن 16 حالة جديدة، ليصل العدد الكلي للمصابين إلى 8,572. هناك 295 حالة نشطة في البلاد منها ثلاثة مرضى في العناية المشددة. بقيت حصيلة الوفيات عند 121. تعافى عشر مرضى في هذا اليوم ليصبح مجموع المتعافين من المرض 8,156.[135][136]
- أعلنت نيوزيلاند عن حالتين جديدتين، ليصل العدد الكلي للإصابات النشطة إلى 7. سجلت البلاد ما مجموعه 1,511 إصابة (1,161 إصابة مؤكدة و350 إصابة محتملة). بقي مجموع المرضى المتعافين عند 1,482 والوفيات عند 22.[137]
- أعلنت سنغافورة عن 262 إصابة جديدة، ليصل العدد الكلي للمصابين إلى 42,095.[138][139]
- أعلنت أوكرانيا عن 735 إصابة جديدة وثمان وفيات جديدة، ليصل العدد الكلي للمصابين إلى 36,560 والوفيات إلى 1,002، كما تعافى ما مجموعه 16,509 مصابين من المرض.[140]
- أعلنت ولاية فلوريدا الأمريكية عن 3,494 إصابة جديدة، كما وصل مجموع الوفيات في الولاية إلى 3,161.[141]

### 22 يونيو
تقرير الوضع رقم 154 لمنظمة الصحة العالمية:
- أعلنت ماليزيا عن 15 إصابة جديدة، ليصل العدد الكلي للمصابين إلى 8,587. هناك 289 إصابة نشطة في البلاد منها مريضان في العناية المشددة. خُرج 21 مريضًا من المشافي ليصل العدد الإجمالي للمتعافين إلى 8,177. بقيت حصيلة الوفيات عند 121.[143]
- أعلنت نيوزيلاند عن إصابتين جديدتين ليصل عدد الحالات النشطة إلى 9. سجلت البلاد ما مجموعه 1,513 إصابة (1,163 إصابة مؤكدة و350 إصابة محتملة). بقي مجموع المرضى المتعافين عند 1,482 والوفيات عند 22.[144][145]
- أعلنت سنغافورة عن 218 إصابة جديدة ليصل العدد الكلي للمصابين إلى 42,313.[146][147]
- أعلنت أوكرانيا عن 681 إصابة جديدة وعشر وفيات جديدة، ليصل العدد الكلي للإصابات المسجلة إلى 37,241 والوفيات إلى 1,012، كما تعافى ما مجموعه 16,642 مصابًا من المرض.[148]

### 23 يونيو
تقرير الوضع رقم 155 لمنظمة الصحة العالمية:
- أعلنت ماليزيا عن ثلاث حالات جديدة، ليصل عدد الحالات النشطة إلى 283 منهم ثلاثة مرضى في العناية المشددة. سُجل ما مجموعه 8,590 إصابة في البلاد. خُرج تسعة مرضى من المشافي ليرتفع عدد المتعافين إلى 8,186، كما بقيت حصيلة الوفيات عند 121.[150]
- أعلنت نيوزيلاند عن حالتين جديدتين، ليصل عدد الحالات النشطة إلى 10 بعد تعافي أحد المصابين. سجلت البلاد 1,515 إصابة (1,165 إصابات مؤكدة و350 إصابة محتملة). تعافى مريض واحد جديد ليصل عدد المتعافين إلى 1,483، كما بقي مجموع الوفيات عند 22.[151][152]
- أعلنت سنغافورة عن 119 إصابة جديدة، ليرتفع العدد الكلي للمصابين إلى 42,432.[153] إضافة إلى ذلك، توفي أحد المرضى المتعافين من مرض فيروس كورونا بسبب مرض قلبي.[154]
- أعلنت أوكرانيا عن 833 إصابة جديدة و23 وفاة جديدة، ليصل العدد الكلي للمصابين إلى 38,074 والوفيات إلى 1,035، كما تعافى ما مجموعه 16,956 مصابًا من المرض.[155]
- وصلت نتيجة الاختبار الفيروسي إيجابية لكل من لاعب التنس نوفاك دجوكوفيتش وزوجته.[156]

### 24 يونيو
تقرير الوضع رقم 156 لمنظمة الصحة العالمية:
- أعلنت ماليزيا عن ست حالات إيجابية. هناك 244 إصابة نشطة في البلاد، وبلغ العدد الكلي للإصابات 8,596. خُرج 45 مريضًا من المشافي ليصل العدد الكلي للمتعافين إلى 8,231. بقيت حصيلة الوفيات عند 121.[158]
- أعلنت نيوزيلاند عن حالة جديدة، ليصل عدد الحالات النشطة إلى 11. وصل مجموع الإصابات إلى 1,516 (1,166 إصابة مؤكدة و350 إصابة محتملة). بقي مجموع المرضى المتعافين عند 1,483 والوفيات عند 22.[159]
- أعلنت سنغافورة عن 191 إصابة جديدة، ليصل العدد الكلي للمصابين إلى 42,623.[160][161]
- سجلت أوكرانيا رقمًا قياسيًا جديدًا للإصابات اليومية وصل إلى 940، كما أعلنت عن 16 وفاة جديدة. وصل مجموع الإصابات المسجلة إلى 39,014 والوفيات إلى 1,051. إضافة إلى ذلك، تعافى ما مجموعه 17,409 مصابًا من المرض.[162]
- وصلت نتيجة الاختبار الفيروسي إيجابية للاعبين فريق سكرامنتو كينغز لكرة السلة بودي هيلد وأليكس لين وجاباري باركر.[163]

### 25 يونيو
تقرير الوضع رقم 157 لمنظمة الصحة العالمية:
- أعلنت إسرائيل عن 668 إصابة جديدة، ليصل عدد الحالات النشطة إلى 6,000 منهم 47 في حالة خطرة و29 مريضًا موضوعًا على جهاز التنفس الاصطناعي. وصل عدد المرضى الذين احتاجوا إلى استشفاء إلى 186، كما تعافى ما مجموعه 16,007 مصابين من المرض.[165]
- أعلنت ماليزيا عن أربع إصابات جديدة ليصل عدد الإصابات النشطة إلى 208 منهم مريضان في العناية المشددة. وصل مجموع الإصابات المسجلة في البلاد إلى 8,600. تعافى 40 مريضًا ليصل مجموع المتعافين إلى 8,271.[166]
- أعلنت نيوزيلاند عن ثلاث إصابات جديدة، ليصل عدد الحالات النشطة إلى 13. سجلت البلاد ما مجموعه 1,519 إصابة (1,169 إصابة مؤكدة و350 إصابة محتملة). تعافى مصاب واحد ليصل عدد حالات الشفاء إلى 1,484. بقيت حصيلة الوفيات عند 22.[167] كانت الحالات الجديدة ناتجة عن السفر بطريق البحر، وتوزعت بشكل إصابتين في كرايستشرش وإصابة في روتوروا.[168]
- وصلت نتيجة الاختبار الفيروسي إيجابية للاعب فريق ميامي هيت لكرة السلة ديريك جونز جونيور.[169]
- أعلنت سنغافورة عن 113 إصابة جديدة، ليصل مجموع الإصابات إلى 42,736.[170][171]
- سجلت أوكرانيا رقمًا قياسيًا للإصابات الجديدة وصل إلى 994 بالإضافة إلى 16 وفاة جديدة. وصل المجموع إلى 40,008 إصابات و1,076 وفاة. إضافة إلى ذلك، تعافى ما مجموعه 17,758 مصابًا من المرض.[172]

### 26 يونيو
تقرير الوضع رقم 158 لمنظمة الصحة العالمية:
- أعلنت إندونيسيا عن 1,240 إصابة جديدة و63 وفاة جديدة، ليرتفع مجموع الإصابات إلى 51,427 والوفيات إلى 2,683.[174]
- أعلنت ماليزيا عن ست حالات جديدة، ليصل العدد الكلي للإصابات إلى 8,606. هناك 200 حالة نشطة في البلاد، منها مريضان في العناية المشددة. خُرج 23 مريضًا من المشافي ليصل عدد المتعافين إلى 8,294. بقيت حصيلة الوفيات عند 121.[175]
- أعلنت المكسيك عن 5,441 حالة جديدة و719 وفاة جديدة، ليصل العدد الكلي للإصابات إلى 208,392 والوفيات إلى 25,779.[176]
- أعلنت نيوزيلاند عن إصابة جديدة ليصل عدد الحالات النشطة إلى 14. سجلت البلاد ما مجموعه 1,520 إصابة (1,170 إصابة مؤكدة و350 إصابة محتملة). بقي عدد حالات الشفاء عند 1,484 والوفيات عند 22.[177]
- أعلنت سنغافورة عن 219 حالة جديدة، ليصل مجموع الإصابات إلى 42,955.[178][179]
- سجلت أوكرانيا رقمًا قياسيًا للإصابات الجديدة وصل إلى 1,109 كما أعلنت عن 19 وفاة جديدة. وصل المجموع إلى 41,117 حالة و1,086 وفاة. إضافة إلى ذلك، تعافى ما مجموعه 18,299 مصابًا من المرض.[180]

### 27 يونيو
تقرير الوضع رقم 159 لمنظمة الصحة العالمية:
- سجلت كندا 274 إصابة جديدة، ليصل العدد الكلي للمصابين إلى 103,032.[182]
- أعلنت ماليزيا عن عشر إصابات جديدة، ليصل العدد الكلي للإصابات إلى 8,616. هناك 187 حالة نشطة في البلاد منها مريضان في العناية المشددة. خُرج 14 مريضًا من المشافي ليصل عدد المتعافين الكلي إلى 8,307. بقيت حصيلة الوفيات عند 121. اعتبارًا من الخامس والعشرين من يونيو، عاد 61,576 ماليزيًا من وراء البحار سُجلت إصابة 610 أشخاص منهم بمرض فيروس كورونا.[183]
- أعلنت نيوزيلاند عن حالتين جديدتين، ليصل عدد الحالات النشطة إلى 16. سجلت البلاد ما مجموعه 1,522 إصابة (1,172 إصابة مؤكدة و350 إصابة محتملة). تعافى من المرض ما مجموعه 1,484 مصابًا وبقي عدد الوفيات عند 22.[184]
- أعلنت سنغافورة عن 291 إصابات جديدة، ليصل العدد الكلي للمصابين إلى 43,246.[185] إضافة إلى ذلك، توفي أحد المصابين بمرض فيروس كورونا إثر أذية ناتجة عن الارتفاع.[186]
- أعلنت أوكرانيا عن تشخيص 948 إصابة جديدة و24 وفاة جديدة، ليصل عدد الحالات الكلي إلى 42,065 وعدد الوفيات إلى 1,110. كما تعافى ما مجموعه 18,701 مصابًا من المرض.[187]
- سجلت الولايات المتحدة رقمًا قياسيًا من الحالات الإيجابية الجديدة في يوم واحد إذ بلغ 44,732 حالة جديدة.[188]
- في هذا اليوم تجاوز عدد الإصابات المؤكدة عشرة ملايين إصابة حول العالم، توفي منهم أكثر من 500,000.[189]

### 28 يونيو
تقرير الوضع رقم 160 لمنظمة الصحة العالمية:
- أظهرت بيانات جامعة جونز هوبكينز أن أرقام الإصابات والوفيات العالمية قد تجاوزت 10 ملايين و500,000 على الترتيب.[191]
- أعلنت البرازيل عن 46,860 إصابة جديدة و990 وفاة، ليصل عدد الإصابات الإجمالي إلى 1,274,974 والوفيات إلى 55,961.[192]
- سجلت الكويت 551 إصابة جديدة بفيروس كورونا، ليصل إجمالي عدد الإصابات في البلاد إلى 44,942. تعافى 908 مصابين من المرض، ليصل العدد الإجمالي للمتعافين إلى 35,494. سُجلت أربع وفيات جديدة في هذا اليوم.[193][194]
- أعلنت ماليزيا عن 18 إصابة جديدة (أربعة ماليزيين و14 أجنبيًا)، ليصل العدد الكلي للمصابين إلى 8,634. هناك 195 حالة نشطة في البلاد، منها أربعة مرضى في العناية المشددة.[195] تعافى عشرة مصابين من المرض، ليصل العدد الإجمالي للمتعافين إلى 8,318. بقيت حصيلة الوفيات عند 121.[196]
- أعلنت نيوزيلاند عن أربع حالات جديدة ناتجة عن السفر من خارج البلاد، ليصل إجمالي عدد الحالات النشطة إلى 20، أما العدد الإجمالي للحالات في البلاد فقد وصل إلى 1,526 (1,176 إصابة مؤكدة و350 إصابة محتملة). تعافى من المرض ما مجموعه 1,484 مصابًا وبقيت حصيلة الوفيات عند 22.[197]
- أعلنت سنغافورة عن 213 حالة جديدة، ليصل العدد الإجمالي للحالات إلى 43,459.[198][199]
- أعلنت أوكرانيا عن 917 حالة جديدة و19 وفاة جديدة، ليصل العدد الإجمالي للمصابين إلى 42,982 والوفيات إلى 1,129. تعافى من المرض ما مجموعه 18,934 من المصابين.[200]
- أعلنت المملكة المتحدة عن 901 حالة جديدة و36 وفاة جديدة، ليصل العدد الإجمالي للمصابين إلى 311,151 والوفيات إلى 43,550. لم تُسجل أي وفيات جديدة في اسكتلندا لليوم الثالث على التوالي.[201]
- سجلت الولايات المتحدة الأمريكية 44,458 حالة جديدة و650 وفاة جديدة، ليصل العدد الإجمالي للمصابين في البلاد إلى 2,452,048 والوفيات إلى 124,811.[192]

### 29 يونيو
تقرير الوضع رقم 161 لمنظمة الصحة العالمية:
- أعلنت ماليزيا عن ثلاث حالات جديدة، ليصل العدد الكلي للمصابين إلى 8,637. هناك 182 حالة نشطة في البلاد. تعافى 16 مصابًا من المرض ليصل العدد الكلي للمتعافين إلى 8,334. بقيت حصيلة الوفيات عند 121.[203]
- أعلنت نيوزيلاند عن حالتين جديدتين مرتبطين بالسفر من خارج البلاد، ليصل عدد الحالات النشطة إلى 22، والعدد الإجمالي للحالات المسجلة إلى 1,528 (1,178 إصابة مؤكدة و350 إصابة محتملة). تعافى من المرض ما مجموعه 1,484 مصابًا وبقيت حصيلة الوفيات عند 22.
- أعلنت سنغافورة عن 202 حالة جديدة، ليصل إجمالي عدد الحالات إلى 43,661.[204][205]
- أعلنت أوكرانيا عن 646 إصابة جديدة و18 وفاة جديدة، ليصل عدد الإصابات الكلي إلى 43,628 وعدد الوفيات إلى 1,147. تعافى من المرض ما مجموعه 19,027 من المصابين.[206]

### 30 يونيو
تقرير الوضع رقم 162 لمنظمة الصحة العالمية:
- أعلنت ماليزيا عن حالتين جديدتين، ليصل العدد الكلي للمصابين إلى 8,639. هناك 164 حالة نشطة في البلاد. خُرج 20 مريضًا من المشافي ليصل عدد المتعافين إلى 8,354، كما بقيت حصيلة الوفيات عند 121.[208]
- لم تعلن نيوزيلاند عن أي حالات إيجابية، ليبقى عدد الحالات النشطة عند 22، أما عدد الإصابات المسجلة في البلاد فهو 1,528 (1,178 إصابة مؤكدة و350 إصابة محتملة)، انتهت 1,484 منها بشفاء المريض و22 منها بالوفاة.[209]
- أعلنت سنغافورة عن 246 حالة جديدة، ليصل العدد الكلي للحالات إلى 43,907.[210][211]
- أعلنت أوكرانيا عن 706 حالات جديدة و12 وفاة جديدة، ليصل العدد الكلي للمصابين إلى 44,334 والوفيات إلى 1,159. كما تعافى ما مجموعه 19,115 مصابًا من المرض.[212]
- سجل الازدياد العالمي في الحالات الإيجابية معدلًا يتراوح بين 1% و2% يوميًا. تُسجل 100,000 إلى 200,000 حالة إيجابية حول العالم يوميًا. هذا العدد أكبر من عدد حالات الشفاء اليومية التي تتراوح بين 80,000 و130,000.[213]

## ملخص

### الخط الزمني
لم تسجل أي دولة الإصابة الأولى داخلها خلال شهر يونيو 2020.
اعتبارًا من الثلاثين من يونيو، فقط الدول التالية لم تعلن أي إصابات جديدة بمرض فيروس كورونا:

### أفريقيا
- الجمهورية العربية الصحراوية الديمقراطية.
- سانت هيلانة وأسينشين وتريستان دا كونا.

### آسيا
- جزيرة كريسماس.
- جزر كوكوس.
- جمهورية كوريا الديمقراطية (كوريا الشمالية).
- تركمانستان.

### أوروبا
- سفالبارد.

### أوقيانوسيا
- ساموا الأمريكية.
- جزر كوك.
- كيريباتي.
- جزر مارشال.
- ولايات ميكرونيسيا المتحدة.
- ناورو.
- نييوي.
- نورفولك.
- بالاو.
- جزر بيتكيرن.
- ساموا.
- جزر سليمان.
- توكيلاو.
- تونغا.
- توفالو.
- فانواتو.
- واليس وفوتونا.